# Sojuz MS-20
Sojuz MS-20 – misja statku Sojuz do Międzynarodowej Stacji Kosmicznej. Była to misja komercyjna z japońskim miliarderem Yūsaku Maezawa oraz jego asystentem Yozo Hirano. 
Start z kazachskiego Bajkonuru odbył się 8 grudnia 2021 r. 
Lądowanie w Kazachstanie nastąpiło 20 grudnia 2021 r., o godzinie 03:13 czasu UTC. 

## Załoga

### Podstawowa
- Aleksandr Misurkin (3. lot) – dowódca statku kosmicznego (Rosja, Roskosmos)
- Yusaku Maezawa (1. lot) – turysta kosmiczny (Japonia, Space Adventures)
- Yozo Hirano (1. lot) –  turysta kosmiczny (Japonia, Space Adventures)